# Młódnice
Młódnice is een plaats in het Poolse district  Radomski, woiwodschap Mazovië. De plaats maakt deel uit van de gemeente Przytyk en telt 136 inwoners.